# 佐藤功
佐藤 功（さとう いさお、1915年（大正4年）3月29日 - 2006年（平成18年）6月17日）は、日本の法学者。専門は憲法。学位は、法学博士（東京大学・論文博士・1958年）。上智大学名誉教授。文化功労者。また、内閣法制局参事官として日本国憲法の制定作業に携わった。主著『日本国憲法概説』（学陽書房刊）は版を重ねている。京都府京都市出身。宮沢俊義門下。弟子に粕谷友介、向井久了、高野敏樹、吉川和宏、矢島基美、藤本富一、松田聰子、玉巻弘光、前田徹生など。

## 略歴
京都府京都市に生まれる。1931年（昭和6年）4月1日：第二高等学校文科乙類入学。1934年（昭和9年）3月31日：第二高等学校文科乙類卒業。4月1日：東京帝国大学法学部政治学科入学。1937年（昭和12年）3月31日：東京帝国大学法学部政治学科卒業。4月28日：東京帝国大学法学部助手。1943年（昭和18年）10月1日：東京帝国大学農学部講師。
1946年（昭和21年）4月16日：内閣法制局参事官。1948年（昭和23年）2月15日：総理庁事務官。7月1日：行政管理庁管理部総務課長。
1949年（昭和24年）1月1日：行政管理庁管理部第一課長。7月12日：成蹊大学政治経済学部教授。
1958年（昭和33年）8月19日：「君主制の研究：比較憲法的考察」により法学博士の学位を取得（東京大学）
1967年（昭和42年）4月1日：上智大学法学部教授。1969年（昭和44年）1月1日：上智大学法学部長。
1982年（昭和57年）11月3日：紫綬褒章受章。
1985年（昭和60年）4月1日：上智大学を退職し同大学名誉教授。東海大学法学部教授。
1987年（昭和62年）：勲二等旭日重光章受章。1995年（平成7年）：文化功労者。
2006年（平成18年）6月17日：肺炎のため死去。91歳没。

## 家族
法学者で東北帝國大学初代法文学部長・仙台法経専門学校初代校長の佐藤丑次郎は父。児童文学作家のさとうまきこは娘。

## 著書
- 『憲法改正の経過』日本評論社　1947
- 『議会と内閣』日本電報通信社　1951
- 『日本国憲法十二講』学陽書房　1951
- 『憲法を守る力』弘文堂　1952　アテネ文庫
- 『憲法解釈の諸問題（全2巻）』（有斐閣、1953―62年）
- 『日本国憲法講義案』学陽書房　1953
- 『憲法のはなし 憲法をまもる一票のために』東洋経済新報社　1953　家庭文庫
- 『憲法（ポケット註釈全書）』（有斐閣、1955年）
- 『憲法と君たち』須田寿絵　牧書店　1955　学校図書館文庫[注釈 1]
- 『憲法の教室』有斐閣　1955
- 『君主制の研究 比較憲法的考察』日本評論新社　1957
- 『比較政治制度講義』東京大学出版会　1957
- 『行政組織法』有斐閣　1958　法律学全集
- 『日本国憲法概説』学陽書房　1959
- 『憲法』学陽書房　1960　地方公務員研修選書
- 『憲法研究入門』日本評論社　1964―67
- 『比較政治制度』東京大学出版会　1967
- 『日本国憲法の課題 憲法三〇年の歩みのなかから』学陽書房　1976
- 『日本の国会』写真:久保田富弘　毎日映画社　1976
- 『憲法問題を考える 視点と論点』日本評論社　1981

## 共編著
- 『破壊活動防止法の解釈』関之共著　学陽書房　1952
- 『政治の教室』編　有斐閣　1956
- 『警察』編　有斐閣　1958
- 『憲法演習』清宮四郎共編　有斐閣　1959
- 『憲法辞典』和田英夫共著　一粒社　1960　法律小辞典全書
- 『憲法講座』（全4巻）清宮四郎共編著　有斐閣、1963―64年）
- 『教材憲法入門』編　1966　有斐閣双書
- 『憲法基本判例集』正続　編　一粒社　1967-76　法学テキスト
- 『続憲法演習』清宮四郎共編　有斐閣　1967
- 『日本国憲法成立史』3-4（佐藤達夫遺稿に補訂を施す　有斐閣、1994年）

## 翻訳
- ローレンス・W.ビーア編『アジアの憲法制度 アメリカの影響に対するアジア的対応』監訳　学陽書房　1981

## 記念論集
- 『日本国憲法の理論 佐藤功先生古稀記念』芦部信喜ほか編　有斐閣　1986
- 『現代憲法の理論と現実 佐藤功先生喜寿記念』現代公法研究会編　青林書院　1993